# هاپوگاهاراوا
هاپوگاهاراوا (به لاتین: Hapugaharawa) یک منطقهٔ مسکونی در سری‌لانکا است که در استان مرکزی (سری‌لانکا) واقع شده‌است.